# Yunganggrotterne
Yunganggrotterne (云冈石窟, pinyin: Yúngāng shíkū) ved Datong i Shanxi-provinsen i Kina er sammen med Mogaogrotterne og Longmengrotterne en af de tre mest berømte antikke skulptursteder i Kina.
I 2001 blev Yunganggrotterne opført på UNESCOs Verdensarvliste. De blev til  da Datong var hovedstad for det nordlige Wei-dynasti (北魏) under Heping- og Zhengguangæraene. Arbejdet startede i år 460 og pågik til 525. 
Da den første kejser besteg tronen i Datong var buddhismen rig og omfattende i landet. Efter at kejser Tai wu døde i 452 fik munken Tan Yao  i 460 til opgave at udhugge fem grotter som skulle være center for buddhistisk kunst i det nordlige Kina. Dette arbejde skal bl.a. være  udført sammen med fem indiske munke.
Mellem årene 471 og 494 var tilbedelsen af Buddha udbredt blandt adelen og ved hoffet, og da blev tolv flere grotter udhugget  og Chongfutemplet bygget. Selv efter at det hof-finansierede arbejde var afsluttet i 525, kom munke med lavere rang for at fortsætte med hugge nye grotter. Disse grotter er mindre end de tidligere, mange af dem små og der er over 200af dem.
Under Liao-dynastiet blev der bygget en del af statuerne fornyet og man byggede de "10 templer i Yungang" fra 1049 til 1060, som en beskyttelse af hovedgrotterne. 
Sammenlagt findes der 252 grotter af varierende størrelser og 51.000 statuer på en strækning på omkring én kilometer. Ovenfor grotterne findes ruinerne fra et slot, en mur og et forsvarstårn fra Mingdynastiet. Den største statue er 17 meter høj, og den mindste kun 2 centimeter.
De første grotter er i en stil som minder om  de indiske chaityas og gandharanstilen. Nogle af de store statuer ser ud til at kunne være influeret af statuerne i Bamiyan i Afghanistan (nu ødelagt af taliban). Man kan også genfinde græsk-romerske, iranske og byzantinske træk. Alle disse stilarter  blev blandet med en kinesisk stil, som gør  Yunganggrotterne specielle og til en af menneskehedens største kulturskatte.